# Lijst van personages uit Goede tijden, slechte tijden (1990-1999)
Dit is een overzicht van belangrijke personages uit de Nederlandse soapserie Goede tijden, slechte tijden die tussen 1990 en 1999 hun entree maakten en geen eigen artikel hebben.

## Myriam van der Pol
Myriam Alberts-van der Pol is een personage uit de Nederlandse soapserie Goede tijden, slechte tijden. Myriam van der Pol kwam in de serie voor van oktober 1990 tot januari 1993. Voor de bruiloft van Roos en Arnie maakte Myriam eenmalig haar comeback in de serie. De rol van Myriam werd gespeeld door actrice Isa Hoes.
Isa Hoes werd door haar rol als Myriam van der Pol bekend in Nederland. Ze stond vooral bekend vanwege haar opvallende kapsels. In 2002 gaf Isa Hoes een interview ter gelegenheid van het 12,5-jarig bestaan van de soap.
Myriam zat bij Arnie, Peter, Annette, Linda en Rien op school. Ze ging vroegtijdig van school af en ging werken in een koffieshop. Myriam vindt het werk dat ze doet eigenlijk niet leuk en is vaak brutaal tegen de klanten. Peter Kelder merkt dit op en meldt dit aan de baas om zo zelf Myriams werk te krijgen. Dit lukt hem want Myriam wordt ontslagen door de baas en Peter krijgt haar job. Omdat Myriam en Peter nooit een goede combinatie is geweest wil Peter in eerste instantie niks meer met Myriam te maken hebben. Uiteindelijk leggen ze hun ruzie bij en mag Myriam bij Peter komen werken. Myriam wordt verliefd op Peter maar hij zegt haar dat ze beter gewoon vrienden kunnen blijven. De koffieshop draait niet goed en ondanks alle inspanningen die Peter doet gaat de koffieschop failliet. Deze blijkt door Daniël opgekocht. Daniël begint met Peter een zaak door zijn boot te verhuren. Myriam krijgt Peter zover dat hij haar aanbiedt bij Daniël en ze krijgt er ook werk. Daniël is gokverslaafde en vergokt heel de boot op een dag aan een stel klanten. Hierna zwerft Myriam een beetje rond van job tot job, onder andere bij een cinema. Myriam krijgt uiteindelijk een baan in een koffieshop.
Wanneer Suzanne Balk, een van haar vriendinnen haar vertelt over een waarzegster kan Myriam het niet laten om een kijkje te gaan nemen. Keer op keer gaat ze terug omdat de waarzegster haar van alles voorspelt, de waarzegster is eigenlijk een bedriegster. Ze geeft er meer en meer geld aan uit want het kost heel veel geld per sessie, wanneer Myriam op een keer bij de waarzegster is zegt ze dat dit haar laatste geld is, de waarzegster maakt hier misbruik van door te zeggen dat er iets erg gaat gebeuren, ze kan niet zeggen wat. (dit verzint ze maar) Myriam is bang en wil het per se weten en steelt uiteindelijk geld van Annette en Emiel. Wanneer Suzanne en Annette hierachter komen zijn ze niet echt boos omdat ze weten dat Myriam zichzelf niet is. Ze willen hun vriendin beschermen en raden haar aan niet meer te gaan. Emiel heeft veel invloed op Myriam en kan haar overtuigen want Myriam zegt niet meer te gaan. Dit zegt ze tegen iedereen want ze gaat nog steeds stiekem. Wanneer Annette en Emiel hierachter komen gaan ze naar Mevrouw Helmink, een oud lerares van haar die in het flat naast hun woont. (Myriam Annette en Emiel wonen samen.) Helen Helmink denkt dat het geen zin heeft naar Myriam te gaan maar gaat met de waarzegster zelf praten. Ze verplicht de waarzegster Myriam niet meer toe te laten zodat Myriam geen geld kan uitgeven. Uiteindelijk heeft ze door dat de waarzegster een oplichtster was.
Na een tijd leert Myriam John Alberts, de neef van een van haar vrienden Arnie Alberts, kennen. Zij is stapelverliefd op hem, maar John ziet haar niet staan, hij is enkel geïnteresseerd in Annette. Opeens wil John toch met Myriam trouwen omdat hij een erfenis krijgt van een verre tante, als hij drie jaar getrouwd is. Jef en Karin, de ouders van John, vinden dit geen goed idee. John gaat toch door met het plan. Jef en Karin proberen Myriam om te praten. Hoewel Myriam weet dat John niet echt van haar houdt, gaat ze er toch mee door. John en Myriam trouwen. John gaat een baan zoeken en komt terecht bij Rien Hogendoorn, die bekend staat als "niet te vertrouwen". Vooral Myriam vindt dit geen goed idee maar John gaat er toch mee door. Uiteindelijk blijken ze opgelicht en zitten John en Myriam, dankzij Rien maar ook Frits van Houten zwaar in de schulden. John zegt Myriam alles terug te betalen omdat hij haar hierbij heeft betrokken. John gaat een lening aan bij zijn ouders. Uiteindelijk laat John Myriam toch in de steek en vertrekt John. Myriam, die al die tijd hoopte dat het nog iets ging worden tussen hen, is kapot van verdriet.
Ze komt uiteindelijk toch nog iemand anders tegen, Rob Floor, en vertrekt met hem naar Parijs. Myriam laat Meerdijk achter zich en neemt afscheid van al haar vrienden. Later keert ze nog eenmalig terug voor het huwelijk van Arnie en Roos.

## Annette van Thijn
Annette Regina Dekker (geboortenaam Van Thijn) woonde met haar ouders in Meerdijk tot haar moeder overleed. Annette werkt voor Simon Dekker in zijn praktijk. Simon en Annette krijgen samen een relatie en is Annette in verwachting van hun eerste kind. Nadat Annette en Simon hun kind hebben verloren, is Annette helemaal van slag. Annettes vader stelt voor dat Simon en Annette er samen een tijdje tussenuit gaan. Simon is echter net bezig met het heropzetten van zijn praktijk, want die was gesloten toen hij was verdwenen. Simon kan het zich eigenlijk niet permitteren weg te gaan, want dan zou hij zijn praktijk helemaal moeten opzeggen. Simon heeft besloten om wel mee te gaan, maar Annette weet hem ertoe over te halen thuis te blijven. Annette gaat uiteindelijk met haar vader op wereldreis. Op het moment dat ze in Birma zijn, wordt hun bus overvallen en worden ze allebei vermoord.

## Wil de Smet
Wil de Smet is de beste vriendin van Helen Helmink. Ze werkte samen met haar op dezelfde school. Wanneer zowel Helen als Wil verliefd worden op Koen Heeze ontstaat er ruzie. Uiteindelijk krijgt Helen een relatie met Koen, en laat Wil het hierbij zitten. Later krijgt ze toch nog een relatie met Michiel de Wijs. Hij is de vader van Sonja de Wijs, een lastige dame uit haar klas. Sonja mag Wil niet en aangezien haar moeder pas kort overleden is zit Sonja absoluut niet op Wil te wachten. Mede hierdoor wordt de relatie tussen Michiel en Wil verbroken.
Wanneer Koen ingehuurd blijkt te zijn door Martine Hafkamp om Helen te vermoorden, en dit mislukt, steunt Wil haar vriendin en de ruzie gaat voorbij. Het gaat nog slechter met Helen wanneer haar pleegzoon Simon Dekker overleden schijnt te zijn. Helen komt in een kliniek omdat ze niet goed meer voor zichzelf kan zorgen en Wil doet voor haar wat ze kan. Achteraf blijkt Simon nog te leven. Maar dit heeft Helen nooit geweten.
Terwijl Helen in de kliniek zit, gaat Wil samen met Roos de Jager naar een afvalclub. Deze heet Asisa en Stella Looymans is hier de baas. Door wat Stella hen allemaal wijsmaakt, raken zowel Wil en Roos erg in de war. Ook kost deze club nog eens een hele hoop geld. Als Asisa nep blijkt te zijn wordt Stella opgepakt.
Eind 1996 keert de broer van Helen, Martin Helmink, terug naar Meerdijk. Wil had ooit een relatie met hem en ze heeft altijd een zwak voor hem gehouden. Wil en Martin krijgen opnieuw een relatie, maar als blijkt dat Martin aan de drugs is verbreekt Wil de relatie weer. Niet veel later gaat Martin samen met zijn zus en Wils beste vriendin Helen voorgoed naar Canada.
Wil blijft een tijd alleen maar krijgt daarna een relatie met Govert Harmsen. Dit tot groot geluk van Harmsens nichtje Hedwig. Ze noemt Wil zelfs al Tante Wil. De relatie krijgt al enige deuken wanneer Wil het niet kan verkroppen dat Govert van de vrouw gehouden heeft die haar beste vriendin Helen heeft proberen te vermoorden, maar dit geschil weten zij uit te praten. Wanneer Govert even later een van haar juist opgeloste cryptogrammen instuurt en zij er een auto mee winnen zijn ze dolgelukkig. Wil is in de tussentijd uit op een huisje in de Ardèche en stelt aan Govert voor om de auto te verkopen en het geld te gebruiken voor het huis, die daar op zijn beurt niet mee instemt. Als even later de auto gestolen wordt, beschuldigt Govert Wil er aanhoudend ten onrechte van dat zij de auto heeft verkocht voor haar huisje. Deze beschuldigingen raken Wil zo diep dat ze ontslag neemt en verhuist, iets wat voor Govert in eerste instantie alleen maar verdacht lijkt. Wanneer Govert er ten slotte achter komt dat Wil de auto niet heeft gestolen heeft hij diepe spijt, maar dan is het al te laat; Wil heeft Meerdijk voorgoed verlaten. 

## Stephanie Stenders
Stephanie Stenders (meisjesnaam Kreeft) werkt op het kantoor van Stenders als secretaresse van Robert Alberts. Ze kunnen het erg goed met elkaar vinden en beginnen een verhouding. Laura ontdekt de verhouding en wil dat Robert definitief breekt met Stephanie. Robert wil zijn vrouw en zoon niet in de steek laten en besluit voor Laura te kiezen.
Laura en Robert willen aan hun relatie gaan werken en ze besluiten een weekje op vakantie te gaan. Robert kan Stephanie toch niet vergeten en besluit op Schiphol dat hij wil scheiden. Stephanie is blij dat Robert alsnog voor haar heeft gekozen en ze gaan samenwonen in Stephanies appartement. Ze probeert Robert onder druk te zetten om ervoor te zorgen dat Laura en Arnie uit de villa vertrekken. Als Laura begint tegen te werken kan Stephanie hier maar moeilijk tegen. Ze wil een luxeleven hebben en ziet in dat Robert niet de juiste keuze is.
Stephanie vindt dat Robert veel te aardig is voor Laura, waarop ze ruzie krijgen. Uit wraak gaat ze op Nico's aanbod in. Ze brengt de nacht door op het luxe jacht van Nico Stenders. Stephanie vindt het heerlijk dat ze door Nico in de watten wordt gelegd en besluit om met Robert te breken. Nico ziet Stephanie ook wel zitten en wil dat zij voor hem gaat werken in Londen. Stephanie besluit naar Londen te verhuizen.
Niet lang nadat Stephanie naar Londen is vertrokken reist Nico haar achterna. Ze trouwen en Stephanie draagt voortaan de naam Stenders. Nico neemt het bedrijf van Herman Hogendoorn over en stelt Stephanie aan als nieuwe directrice. Robert en Laura zijn inmiddels verhuisd naar New York, dus besluit Stephanie om terug te keren naar Meerdijk. Rien en Frits zijn niet erg blij met haar komst. Stephanie laat meteen duidelijk merken wie er de baas is. Ze wil dat Rien een partij opricht om zo meer macht in de politiek te krijgen.
Al snel wordt duidelijk waarom Rien de politiek in moest: Stephanie wil parkeerplaatsen gaan aanleggen in het park van Meerdijk. Ze heeft alleen wel een vergunning nodig om dit door te laten gaan. De buitenwereld komt ook steeds meer te weten over de plannen van Stephanie. Sandra Mulder richt een actiegroep op die ervoor moet zorgen dat het park blijft. Stephanie vindt het niet fijn dat ze wordt tegengewerkt en stelt Sandra voor om voor haar te komen werken in Londen. Sandra heeft door dat Stephanie haar probeert weg te werken. Als Stephanies beste vriend Daniël zich ook aansluit bij de actiegroep voelt ze zich een beetje verraden. Ondanks alle protesten zet Stephanie haar plannen door. Sandra en haar vriend Rogier Bischop ontdekken dat Rien Hogendoorn zomaar een vergunning heeft gegeven voor het slopen van het park. Het wordt Stephanie te heet onder de voeten en ze ontslaat Rien. Ze wil dat de sloop zo snel mogelijk begint. Als de bulldozers klaarstaan om het park te slopen worden ze tegengehouden door een aantal mensen, waaronder Sandra, Daniël en Dian. Stephanie overlegt met Nico en ziet uiteindelijk af van de sloop.

## Nico Stenders
Nico Stenders is een groot zakenman, en zijn bedrijf Stenders betekent een eerste kennismaking met het zakenleven van GTST. In het begin van de serie is reclamebureau Stenders 10 jaar oud; het werd opgericht door Robert Alberts, Daniël Daniël en Nico, die tevens directeur is. Herman Hogendoorn is een belangrijke en grote klant en aandeelhouder van het bedrijf, maar op sommige terreinen tevens een concurrent.
Reclamebureau Stenders kent in seizoen 1 slechts een Nederlandse vestiging, met Robert Alberts en Daniël Daniël als directieleden en Stephanie Kreeft als de net aangenomen secretaresse van Robert Alberts, met wie ze een verhouding heeft. Later voegt ook Rien Hogendoorn zich bij hen, die opklimt van Daniëls assistent op de postkamer tot Nico's personal assistent en ten slotte tot directielid. Hij wordt uiteindelijk na een verduistering oneervol ontslagen door Robert Alberts. Linda Dekker werkt tijdelijk als Roberts secretaresse, nadat Stephanie Nico's secretaresse wordt. Hierna wordt ze al snel door Nico Stenders ontslagen. Jeanette van Zuylen volgt Stephanie op als die in Londen gaat werken. Zij vervangt Robert als directielid nadat hij wordt overgeplaatst. Hierna wordt er niets meer vernomen van de Nederlandse tak.
Nico vindt zijn grote liefde in Stephanie Kreeft, aanvankelijk de secretaresse en vriendin van Robert Alberts. Uiteindelijk laat Stephanie Robert zitten voor een romance met Nico, die haar benoemt tot directrice van een nieuw op te zetten kantoor in Londen. Stephanie vertrekt uit de serie en niet veel later vliegt Nico haar achterna. De twee trouwen uiteindelijk in Londen. Niet lang hierna wil Nico ook een afdeling opzetten in New York. Hij vindt Robert daar de ideale persoon voor. Het bedrijf van Stenders zit vanaf dan in Nederland, Engeland en de Verenigde Staten.
Een jaar later horen we weer van Nico wanneer hij een meerderheidsbelang kaapt in een tak van de firma Hogendoorn Enterprise in Nederland, waar Herman Hogendoorn even niet oplet. Stenders stuurt een troubleshooter namelijk zijn vrouw Stephanie Stenders-Kreeft. Manager Frits van Houten dient zijn ontslag in en er volgt een strijd met diens pas opgerichte bedrijf Van Houten International. Ze verliest en Nico haalt Stephanie terug naar New York.
Eind seizoen 3, na de terugkeer van Robert Alberts uit Amerika en de breuk met Stenders, laat Nico opnieuw van zich horen. Hij belt Martine Hafkamp en geeft haar de opdracht een lastercampagne op te zetten waarin Robert, die zijn eigen reclamebureau tracht te starten wordt veroordeeld voor fraude, zodat diens bedrijf nooit van de grond zal komen. Nadat Robert in naam kapotgemaakt is, en financieel aan de grond zit vindt hij een partner in zijn broer Jef, die hem zowel financieel als in naam steunt. Samen richten zij het bedrijf Alberts & Alberts op, een zelfstandig initiatief in de reclame sector. Niet veel later in seizoen 4 stuurt Nico Stephanie weer terug naar Nederland. Ze moet zorgen voor het faillissement van het bedrijf. Dit gebeurt in samenwerking met Frits van Houten en Martine Hafkamp, die ook van de deal profiteren. Hoewel ze erin slagen een deal tegen te werken, overleeft A&A de samenzwering en fuseert enige tijd later met Flash.
Dit was de laatste stuiptrekking van Stenders in de serie. Sindsdien is Stephanie opnieuw teruggekeerd naar Nico in New York en is Stenders voornamelijk actief in de Verenigde Staten.

## Willem Kelder
Willem Kelder trouwde met Gerda Timmer en samen waren ze een echt arbeidersechtpaar. Het echtpaar werd eind jaren zestig benaderd door mevrouw Barendsen met de vraag of ze een kind wilden adopteren. Gerda en Willem gingen akkoord en werden de ouders van Peter Kelder, de uit een affaire afkomstige zoon tussen zakenman Rolf Huygens en lerares Helen Helmink. Na de adoptie van Peter werden Gerda en Willem de ouders van dochter Connie en zoon Chiel. Willem moest hard werken en had veel last van zijn rug. Hij reageerde deze pijn af op zijn gezin. Gerda, Chiel en Connie lieten hem zijn gang gaan, maar Peter was een vechtersbaasje. Peter en Willem gingen vaak met elkaar op de vuist. Gerda koos telkens de kant van haar echtgenoot, omdat ze bang voor Willem was.
Peter heeft het al een tijdje gehad op school en Willem vindt het goed als hij stopt met school. Willem heeft een baantje geregeld voor Peter, maar dan moet hij wel een verslag hebben van zijn lerares. Lerares Helen Helmink vindt Peter een lastige jongen in de klas en schrijft een verslag waar hij niets mee kan. Bij thuiskomst weigert Peter het verslag te laten zien, maar Willem eist dat hij het mag inzien. Peter haalt het verslag en Willem kan zijn ogen niet geloven. Willem scheld tegen zijn zoon dat hij een nietsnut is. Peter en Willem hebben een gevecht. Waarbij Peter gewond raakt aan zijn hoofd en daarna vlucht hij naar zijn beste vriend Arnie Alberts. Laura vindt het verschrikkelijk als ze ziet hoe Peter eraan toe is. Willem zegt dat hij niet meer thuis hoeft te komen. Laura zegt dat ze hem niet eens laat gaan. Ze vindt Willem een barbaarse man.
Het is ruim een half jaar later wanneer Willem geldnood heeft en ontdekt dat zakenman Rolf Huygens de biologische vader van zijn adoptiezoon is. Huygens wordt door Kelder gechanteerd. Rolf wil er eerst niet op ingaan. Hij gaat langs bij zijn vroegere minnares Helen Helmink. Helen krijgt van Rolf te horen dat haar zoontje nog leeft. Rolf kan het alleen niet over zijn lippen krijgen dat Peter die zoon is. Hij besluit Willem met een geldbedrag het zwijgen op te leggen. Willem belooft dit geheim zijn graf mee in te nemen. Hij vertrekt. Gerda is haar man ondertussen helemaal zat en wordt opstandig. Wanneer ze het geld van haar man ontdekt, ziet ze eindelijk een mogelijkheid om haar man te verlaten. Samen met dochter Connie steelt Gerda het geld. Gerda neemt afscheid van Peter.
Het is 1993 geworden en Peter heeft de nodige problemen in zijn leven. Zijn relatie met Suzanne Balk is op de klippen gelopen, nadat bekend is geworden dat hij vader wordt. Helen Helmink weet inmiddels dat Peter haar zoon is en probeert een mogelijkheid te vinden Peter de waarheid te vertellen. Wanneer Willem in Restaurant De Kelder verschijnt en Peter hem ziet, wordt hij meteen weer agressief. Willem eist geld op dat Peter geërfd zou hebben van Gerda. Peter zegt dat hij niet snapt waar hij het over heeft. Willem heeft dringend geld nodig en klopt aan bij Helmink. Hij chanteert Helmink door te zeggen dat hij gaat vertellen wie Peters biologische moeder is. Helen speelt op bluf wanneer ze zegt dat hij het al weet. Peter heeft het ondertussen helemaal gehad in Meerdijk. Hij besluit te gaan liften en vertrekt definitief. Wanneer Willem op de hoogte wordt gebracht, vertrekt ook hij. Hierna is er nooit meer iets van hem vernomen.

## Petra van Ede
Petra van Ede heeft jarenlang in de klas gezeten bij lerares Helen Helmink. Ze is goed bevriend met Myriam en Suzanne. Als Petra zwanger raakt van haar vriend Jan, gaat ze van school af. Helen vindt dit een verkeerde beslissing, maar kan Petra niet op andere gedachten brengen. Jan voelt zich verplicht om voor zijn gezin te zorgen en verlaat ook de school. Hij trouwt met Petra en gaat op zoek naar een baan. Na negen maanden wordt hun eerste kind geboren, zoon Thomas. Het huwelijk van Petra en Jan zit in een dip. Ze zien in dat ze te vroeg met elkaar zijn getrouwd. Petra hoopt dat het beter zal gaan als ze een tweede kind krijgen. Ze raakt zwanger, maar Jan zit niet te wachten op een tweede kind. Hij verdient te weinig om twee kinderen eten te geven. Uiteindelijk laat Petra het kind weghalen. Petra en Jan zijn woedend op elkaar. Petra vindt dat Jan haar heeft gedwongen om het kind weg te laten halen. Jan is zijn leven helemaal zat. Hij besluit te solliciteren bij een cruiseschip. Als Petra dit ontdekt barst ze in huilen uit. Jan besluit bij haar te blijven. Jan krijgt een baan aangeboden buiten Meerdijk. Petra en Jan besluiten samen met Thomas te gaan verhuizen. Petra hoopt dat ze in een andere stad gelukkiger kan worden. Ze nemen afscheid van hun vrienden en vertrekken.

## David van Thijn
David van Thijn woonde samen met zijn gezin van 1978 tot 1990 in een flat naast lerares Helen Helmink. Annette reist naar haar vader af om de dood van haar moeder te verwerken. Een tijdje later keert ze samen met David terug naar Meerdijk. Helen regelt dat ze hun oude flat weer kunnen krijgen. Terwijl Annette Linda in het ziekenhuis bezoekt, hebben David en Helen tijd om bij te praten. David neemt het Helen kwalijk dat ze Annette niet goed heeft opgevangen toen ze betrokken was bij de zaak rondom Marcs overlijden.
Na een goed gesprek met Simon ziet David in dat hij te hard geoordeeld heeft over Helen. Helen aanvaardt zijn excuses en ze leggen het bij. Ze vindt dat David zichzelf niet schuldig moet voelen voor wat Annette is overkomen. David is blij voor zijn dochter als ze een baan accepteert als doktersassistente bij Simon. Hijzelf heeft moeite om een nieuwe baan te vinden, omdat hij er een tijdje is uit geweest. David probeert Helen een hart onder de riem te steken. Ze moet binnenkort geopereerd worden. David en Annette organiseren samen een etentje. Annette treft Helen bewusteloos aan. Annette is woedend als David contact zoekt met de man die zijn bedrijf om zeep heeft geholpen. David krijgt een baan aangeboden als manager. Hij gaat hiermee akkoord, tot ongenoegen van Annette. David wil Meerdijk verlaten, maar vindt het moeilijk om zijn dochter achter te laten. Emile is bereid voor haar te zorgen. David doet dit omdat hij bang is dat Annette afhankelijk van hem wordt. Annette weigert nog met haar vader te praten. Tijdens een goed gesprek leggen ze het met elkaar bij. Annette geeft toe dat ze niet alleen wil zijn. Myriam en Emile trekken bij haar in.
David vertrekt en lange tijd zien en horen we niets meer van hem. Annettes grote liefde Simon is tijdens een weekendje zeilen spoorloos verdwenen en Annette is doodongelukkig. David komt terug naar Meerdijk en probeert haar over te halen mee te gaan varen. Samen met haar broer Paul wil David een kleine wereldreis gaan maken. Annette laat zich overhalen, maar haakt uiteindelijk af.
David staat altijd voor zijn dochter klaar, ook wanneer Annette haar baby heeft verloren. Een tijdlang wordt Annette lastiggevallen met een aantal brieven. In deze brieven staat geschreven dat Annettes man Simon een baby zou hebben vermoord. Uiteindelijk blijkt alles gelogen te zijn en wordt stalker Margriet van Gelder opgepakt. Annette beseft dat de miskraam haar meer heeft gedaan dan ze had verwacht en gaat alsnog met haar vader mee op wereldreis.
Tijdens een bezoek aan Birma komen David en Annette allebei om het leven.

## Rolf Huygens
Rolf Huygens is de oprichter en tevens eigenaar van het miljoenenimperium Het Huygens Concern. Hij trouwt met Agaath van Schaik, met wie hij de intelligente dochter Alexandra krijgt. Naast zijn huwelijk houdt Rolf er twee minnaressen op na, de lerares Helen Helmink en Martine Hafkamp. Het is begin jaren zeventig wanneer Helen Rolf vertelt dat ze in verwachting is van een liefdesbaby. Rolf is bang dat zijn affaire hierdoor uit zal komen en het zijn politieke carrière kan kosten. Na de geboorte van Helens baby draagt Rolf het kind over aan Mevrouw Barendsen. Helen krijgt te horen dat haar zoontje is overleden. Mevrouw Barendsen laat het kind adopteren door het echtpaar Willem en Gerda Kelder. De zoon, die als Peter Kelder door het leven gaat, heeft een gewelddadige jeugd. Wanneer Peter volwassen genoeg is, verlaat hij de familie Kelder.
Na het vertrek van Peter gaat Willem op zoek naar de biologische ouders van Peter. Wanneer hij ontdekt dat miljonair Rolf Huygens zijn biologische vader is, chanteert Willem hem. Rolf voelt zich in het nauw gedreven, omdat hij koste wat kost wil dat zijn buitenechtelijke zoon geheim blijft. Hij zoekt contact met Helen Helmink en vertelt haar dat hun zoon nog leeft. Helen is woedend op Rolf en wil eerst geen contact, maar draait uiteindelijk bij. Rolf heeft een afspraak met Willem Kelder en ontdekt wie zijn buitenechtelijke zoon is: Peter Kelder. Helen wordt opnieuw niet ingelicht. Rolf is bang dat zijn dochter Alexandra Huygens iets met Peter krijgt en wil Meerdijk meteen verlaten. Rolf vraagt Martine Hafkamp om een nepzoon voor Helen te regelen, zodat ze nooit de waarheid zal achterhalen. Martine huurt psychopaat David Harkema in, die niet veel goeds met haar voor heeft.
In 1992 heeft Rolf Martine aangesteld als compagnon van het Huygens Concern. Peter Kelder heeft inmiddels ontdekt dat Rolf zijn vader is en gaat bij het Huygens Concern op bezoek. Daar treft hij Martine aan, die al lang weet dat Peter Rolfs zoon is. Martine telefoneert met Rolf en regelt een ontmoeting tussen Rolf en Peter in De Rozenboom. Peter zal zijn vader echter nooit ontmoeten, omdat hij betrokken raakt bij een noodlottig ongeval. Martine wordt door weduwe Agaath Huygens aangesteld als directrice van Het Huygens Concern.

De rol van Rolf Huygens was gebaseerd op die van Senator Lindsay in The Restless Years.

## Alexandra Huygens
Alexandra Nierop-Huygens komt samen met haar vader Rolf Huygens naar Meerdijk toe. Rolf vertelt zijn vroegere minnares Helen Helmink dat hun liefdeskind niet dood is. Helen vindt het verschrikkelijk dat Rolf twintig jaar gezwegen heeft over het bestaan van haar zoon; hij had haar verteld dat haar baby was overleden, om te voorkomen dat zijn affaire misschien uit zou komen. Helen ontmoet Alexandra en vraagt Rolf hoe hij het gevonden zou hebben als zij tegen hem had gezegd dat zij dood was. Rolf wil daar geen antwoord op geven.
Helen ontvangt Rolf en Alexandra in haar appartement, waar op hetzelfde moment welzijnswerker Daniël Daniël aanwezig is. Wanneer Daniël hoort dat Alexandra sociologie studeert, vraagt hij haar een keer langs te komen bij het Jongerencentrum. Rolf vindt het goed dat haar dochter eens een keer de echte wereld meemaakt. Peter Kelder geeft haar een rondleiding. In de loop van de tijd ontwikkelen Peter en Alexandra een vriendschap die uit lijkt te groeien tot een relatie. Rolf ontdekt uiteindelijk via Willem Kelder dat Peter zijn zoon is. Alexandra vindt het vreemd dat haar vader niet wil dat zij nog omgang heeft met Peter. Ze wil koste wat kost bij hem blijven. Rolf weet echter een stageplek te regelen bij een van de meest gerenommeerde Amerikaanse instituten voor moeilijk opvoedbare kinderen. Alexandra gaat overstag en verlaat Meerdijk, zonder fatsoenlijk afscheid te nemen van Peter.
Eind 1993 ontdekken we dat Alexandra's leven anders is verlopen dan verwacht. Alexandra doet ontwikkelingswerk in Afrika, is getrouwd en heeft een zoon; Raoul. Haar vader is inmiddels een jaar dood en haar moeder Agaath Huygens is recentelijk overleden. Alexandra moet naar Nederland komen om de toekomst van het Huygens Concern te bespreken. Tevens wordt het testament voorgelezen door notaris Scherpenzeel. Tijdens de lezing ontdekt Alexandra dat haar vader een buitenechtelijke zoon heeft. Martine Hafkamp probeert in een goed daglicht te komen bij Alexandra, omdat zij graag de dagelijkse leiding van het Huygens Concern wil voortzetten. Peter Kelder is nog niet zo lang vertrokken uit Meerdijk en heeft nooit ontdekt wat zijn ware afkomst is. Helen Helmink weet inmiddels dat Peter haar zoon is en doet een boekje open tegenover Alexandra. Alexandra is geschrokken, maar begrijpt nu wel waarom ze ruim twee jaar geleden uit Meerdijk moest vertrekken. Martine ontdekt dat Alexandra Peter een deel van de erfenis wil geven. Ze doet ook een boekje open; Martine heeft ook een buitenechtelijke zoon van Rolf. Alexandra weet het allemaal niet meer. Martine beweert dat Helen geen zoon van Rolf heeft. Alexandra weet niet meer wie ze moet vertrouwen en wantrouwt Helen. Niet veel later komt ze tot het besef dat Helen nooit zou liegen. Ze vraagt Helen om vergeving voor haar wantrouwen en zegt dat ze contact heeft gehad met de notaris. Mocht Peter ooit zijn deel willen opeisen, dan is dat mogelijk. Helen is dolgelukkig. Alexandra twijfelt over het verhaal van Martines zoon.
Martine beweert dat haar zoon zijn dagen doorbrengt op een internaat in Engeland. Wanneer Alexandra aanstuurt op een ontmoeting, moet Martine door het stof. Martine neemt Alexandra mee naar een verpleegtehuis. Alexandra maakt kennis met haar gehandicapte halfbroer Wouter. Martine zegt dat Rolf nooit van het bestaan heeft geweten. Ze heeft zich er jaren voor geschaamd dat ze een gehandicapte zoon had. Alexandra is geschrokken van haar bezoek, maar zegt dat Wouter ook een deel van de erfenis moet hebben. Martine heeft haar doel bereikt, maar tevens een schaamte overwonnen. Helen is, ondanks haar rivaliteit met Martine, geraakt door het verhaal van Wouter. Alexandra is opgelucht dat ze nu alles weet en alles goed heeft geregeld. Ze neemt afscheid van Martine en Helen op het vliegveld en keert terug naar Afrika.

## Isabel Develing
Isabel Develing is de oudere zus van uitgever Menno Develing. Menno gaat trouwen met Jeanne Dekker en vraagt zijn zus om de bruiloft te organiseren. Jeanne weet op dat moment nog niet dat Isabel iemand is die altijd haar zin wil hebben.
Menno en Jeanne gaan langs bij Isabel om wat dingen te regelen voor de bruiloft. Isabel is zo met haar zelf bezig, dat ze niet eens hoort wat Jeanne zegt. Jeanne voelt zich nogal ongemakkelijk. Menno vindt dat Jeanne Isabel een kans moet geven. Als Isabel zelfs Jeannes trouwjurk wil regelen, is voor Jeanne de maat vol. Jeanne wordt woedend, maar kan niet echt tot Isabel doordringen.
Menno gaat met zijn zus praten. Isabel belooft meer rekening te houden met Jeanne. Jeanne wil liever niet te veel mensen uitnodigen, maar dit schiet bij Isabel in het verkeerde keelgat. Isabel vindt dat Jeanne rekening moet houden met Menno. Menno heeft veel zakenrelaties, goede kennissen en vrienden.
Jeanne is helemaal klaar met Isabel en zegt tegen haar dat zij de hele bruiloft mag regelen. Als de grote dag is aangebroken, begint Jeanne weer te twijfelen. In plaats van dat ze naar de kerk rijdt, laat ze zich afzetten bij Daniël. Ze is er zeker van dat ze met hem oud wil worden.

## David Harkema
David Harkema was een ongeliefde bewoner van Meerdijk en werd als een van de gemeenste inwoners van de serie gezien. Herman Hogendoorn chanteerde onder andere David en hij kweekte een grondige haat bij Martine Hafkamp. David deed alles om aan geld te komen en deinsde nergens voor terug.
Wanneer Rolf Huygens zo moe wordt van Helen Helminks zoektocht naar haar "verloren" zoon (dit blijkt Peter Kelder te zijn), wordt David als de "verloren" zoon voorgesteld. Dit wordt in het geheim ook bekokstoofd door Martine, die erop uit is om een grote som geld van Helen te stelen. David wil graag schrijver worden en laat Helen Helmink een stuk van hem keuren. Dit keurt ze echter af. Waarna David wraak wil nemen. De beroemde "broodroosterwraak", waarmee David Helen met huid en haar wil laten elektrocuteren, totdat ze erbij neervalt. Per ongeluk gebeurt dit bij Peter, die het avontuur gewoon overleeft. Ondertussen is David nog bozer geworden, omdat hij vindt dat Martine hem niet voldoende waardeert. David wordt nu nog bozer en zorgt ervoor dat Martine in coma in het ziekenhuis belandt, zodat ze altijd kan zwijgen. Nu kan David nog meer zijn pijlen richten op Helen, waar hij nog steeds heel boos op is. David boekt een vakantie voor hen tweeën. Op vakantie komt Helen erachter dat Peter haar zoon is en niet David. Nu wordt David echt nog veel bozer. Boze David knuppelt arme Helen neer en begraaft haar levend in een boekenkist ergens diep in het woud. Later vermoordt Martine Rolf, zodat Peter er nooit achter zal komen wie zijn biologische vader is.
Om ervoor te zorgen dat Rien weer voor zijn vader Herman Hogendoorn komt werken, sluit Herman een deal met Linda Dekker. In ruil voor haar eigen modezaak en kledinglijn moet Linda Rien zover zien te krijgen dat hij weer voor zijn vader gaat werken. Linda bespeelt Rien en die stemt uiteindelijk in met een ontmoeting. Herman belooft Rien een goede functie. Ondertussen is Martine bezig met Helen kapot te maken, met behulp van de jonge David. Hij probeert ook Linda erin te luizen en wil haar geld in handen krijgen. Herman komt hier al snel achter en bezoekt Martine. Herman bedreigt Martine en ook David dat ze zich tot Helen moeten beperken en Linda beter met rust kunnen laten. Als David een keer bij Linda op bezoek komt verschijnt er een zware jongen die David nogmaals duidelijk maakt bij Linda uit de buurt te blijven. Tevens doet David de groeten van Hogendoorn senior. Martine is bang dat haar plan zal mislukken, nu Herman Hogendoorn in de buurt is en blaast alles af. David pikt dit niet en gooit Martine van een trap af. Eerst wordt gedacht dat Martine dood is, maar ze blijkt alleen in een diep coma te liggen. Martine belandt in het ziekenhuis en zal hier vele maanden blijven. Herman belt elke dag het ziekenhuis voor de laatste berichten en bedreigt David nogmaals dat als hij in de buurt van Linda komt hem ook weleens een bijzonder vervelend ongeluk zou kunnen overkomen. Ondertussen trekt David gewoon op met andere mensen in de kroeg zoals Arnie Alberts, Mickey Lammers en Myriam van der Pol, en lijkt het alsof er helemaal niets bijzonders gebeurd is.
De grootste vijand van Herman Hoogendoorn blijkt echter iemand anders te zijn dan zijn twee zoons, namelijk Martine. Zij is uit haar coma ontwaakt en heeft zich ontdaan van haar vijand David, door hem te ontmaskeren. Ze is zo boos op David dat ze een van haar handlangers achter hem aanstuurt: Eddy. Eddy haalt eerst Helen uit de boekenkist. Vervolgens gaat hij achter David aan. David wordt nu nog bozer en hij besluit om naar het buitenland te vluchten met een geplunderde rekening van Helen Helmink, van wie hij in de veronderstelling is dat ze nog steeds levend begraven is in het woud. Hij krijgt eerst talrijke telefoontjes, waar David heel bang van wordt. Vervolgens gaat hij op de vlucht, maar al gauw komt hij erachter dat hij zijn paspoort is vergeten. Wanneer hij weer helemaal terug is in de flat van Helen treft hij daar Eddy's grap aan. Eddy verrast David met een doodskop en grafkransen. David wordt nu heel bang en besluit naar de plek diep in het woud te gaan, waar hij Helen levend heeft begraven.
Wanneer David aan het graven is, blijkt het graf veel dieper dan verwacht te liggen. Wanneer hij bijna klaar is met graven, staat Helen plotseling langs het graf. Martine, de grote vijand van Helen, heeft de strijdbijl begraven en heeft het leven van haar grootste vijand hiermee gered. David wordt nu nog bozer, maar dat haalt niets uit, want de politie is er inmiddels ook en ze sluiten David op. De politie werd getipt door Martine, die ondertussen helemaal klaar is met de sluwe praktijken van David. Dat is ook de exit van David Harkema uit de serie.
De scène van de "levende" begrafenis van Helen wordt nog steeds als een van de bekendste scènes uit de serie genoemd.

## Melvin Lewis
Melvin Lewis is een Scholiere uit de brugklas. Ze kreeg slechte cijfers op School en wordt uitgedaagd onder zn klasgenoten
Nadat Melvin steeds meer slechte cijfers kreeg had Melvin geen hoop en vluchte uit school. Ted Van Der Pol de Broertje van Mirjam kwam erachter dat hij steeds verder achteruit gaat. Ted trooste en heeft een hechte band voor hem.
Opeens tijdens de lunch had Pietje Munnik of Pietje De Belhammel een vrezelijke pesterend gedrag op zich. Met een groep jongeren slaan ze Melvin in elkaar en werd in de sloot gegooid.
Na zoveel slechte cijfers verbleef Melvin en Ted bij Simon Dekker, Opeens merkt Simon dat hij dyslexies is. Ted begreep waarom school moeilijk voor hem is.
Opeens tijdens dat Melvin straf gekregen heeft van de Directeur dat hij Pietje heeft geslagen moesten Ted en Melvin afval ruimen in de Kantine opeens kwam Pietje weer terug uit de Kantine en haalt weer een daad uit en kiept alle vuilnisbakken op de grondt. Melvin wordt geschorst van school. En Ted heeft spijt van betuigenis en steunt hem thuiswerk.
Na dat moest Melvin en Ted om toch geld te verdienen om naar het Voetbalwedstrijd te gaan van Melvin favoriete club. Melvin en Ted hebben als doel om de Auto van Govert Harmsen te wassen. Uiteindelijk mocht Ted het niet baten om de Auto vol te lopen met Water. Govert kwam hier achter en als straf kregen ze 50 gulden boete.
Uiteindelijk mocht Melvin toch samen met Ted naar de voedbalwedstrijd. En ontmoet ze Vader Brian ze moeder Orchella was boos en geschokt en wilt helemaal niet dat hij in contact komt met zn Vader. Dit raakt Melvin behoorlijk. Orchella is boos op Melvin en vertrok direct uit Meerdijk zonder enige adres toe te geven.

## Joke Nieuwkoop
Joke Nieuwkoop is een vrouw die zich heeft teruggetrokken op haar eigen woonboot. Ze is erg goed bevriend met Huib Holman, met wie ze af en toe een relatie heeft. Huib vindt in het water van de Hummelveldse Plassen een man die zijn geheugen heeft verloren.
Joke voelt zich eenzaam en besluit om voor Simon te gaan zorgen. Ze vindt het vervelend dat Simon geen naam heeft en daarom besluit ze hem Jim te gaan noemen. Al snel worden Joke en Simon verliefd en gaan ze met elkaar naar bed. Plotseling vindt Joke het horloge van Simon waarin de naam Linda staat gegraveerd. Ze voelt zich niet lekker over het feit dat ze met Simon naar bed is geweest, want wie weet heeft deze mysterieuze man wel een vrouw of kinderen.
Al snel krijgt Joke onverwachts bezoek van haar zus Angela, met wie ze niet zo goed overweg kan. Angela heeft nooit begrepen waarom Joke op de woonboot van haar ouders wilde blijven wonen. Angela is afgestudeerd als psychiater en wil op zoek gaan naar het oude leven van Simon. Joke wordt boos en vindt dat haar zus zich er niet mee bemoeien. Angela vindt dat Joke Simon niet mag verbieden om naar zijn oude leven terug te gaan. Dit komt hard aan bij Joke. Uiteindelijk vertrekken Angela en Simon. Joke heeft erover nagedacht om mee te gaan, maar wil geen afscheid nemen van haar woonboot.
Joke zal nooit weten dat deze mysterieuze man eigenlijk dokter Simon Dekker is.

## Angela Nieuwkoop
Angela Nieuwkoop is een echte levensgenieter, in tegenstelling tot haar zus Joke, die eenzaam is en zich weinig bezighoudt met de buitenwereld. Als Angela bij haar zus langskomt valt ze meteen voor Simon Dekker, die bij Joke logeert. Joke en Angela maken ruzie, en Simon probeert dit op te lossen. Simon lijdt aan geheugenverlies en hij wil samen met Joke en Angela op zoek gaan naar zijn familie en vrienden. Hij weet Angela over te halen, maar Joke is vastbesloten om op de boot te blijven. Ondertussen in Meerdijk, is net de oude praktijk van Simon leeggehaald. Jeanne is blij dat ze eindelijk afscheid heeft kunnen nemen van Simon, want zij is in de veronderstelling dat hij is overleden.
Angela werkt als psychologe en gaat samen met Simon door de omgeving rijden om bekende plekken te herkennen. Zo komen ze ook bij het huis waar Simon jarenlang heeft gewoond. Als hij de praktijk binnen komt lopen, ziet hij Annette die flauwvalt. Jeanne stelt zich voor als zijn tante, maar Simon kan zich niets herinneren.
Ondertussen zijn Angela en Simon verliefd op elkaar geworden. Annette heeft het moeilijk, ze wil gewoon dat Simon zijn geheugen terugkrijgt (Simon had namelijk een relatie met haar). Jeanne en Annette beginnen wanhopig te worden, ze geloven er niet meer in dat Simons geheugen ooit terugkomt. Als Annette bij Angela langsgaat, ontdekt ze dat de twee een relatie hebben. Annette is overstuur en rijdt met volle snelheid weg, Simon en Angela achtervolgen haar. Op een gegeven moment verliest ze de macht over het stuur en knalt ergens tegen aan. Simon rent naar de auto en plotseling krijgt hij zijn geheugen terug. Hij vraagt aan Angela of zij zijn dokterstas heeft.
Simon is nog steeds verliefd op Annette, en daarom maakt hij het uit met Angela. Angela heeft het er moeilijk mee, maar begrijpt het wel. Angela verlaat stilletjes Meerdijk, maar keert in seizoen 5 weer terug als Angie Watson. Ze is dan de psychologe van Helen Helmink, die het erg moeilijk heeft met de verdwijning van Simon. Als Helen de naam Simon laat vallen, begint er een belletje te rinkelen bij Angie/Angela. Ze neemt Helen mee naar Simons graf en begint telkens over hem. Hierin gaat ze zo ver dat ze Helen een schuldgevoel aanpraat over de verdwijning van Simon, waarna Helen zelfmoord wil plegen. Daniel zorgt ervoor dat Angie/Angela van de behandeling wordt afgehaald en wordt ontslagen. Angie/Angela komt echter nog één keer bij Helen om haar een pil te geven. Helen wordt nog net op tijd gered door Daniël en Janine, die samen met de directeur van het ziekenhuis op bezoek gaan en ze ontdekken dat de pil een dodelijke afloop zou betekenen. Angie/Angela wordt uiteindelijk aangehouden en overgedragen aan de Meerdijkse politie. 

## Fred Halsema
Fred Halsema komt in beeld als Peter aan het ronddwalen is rond zijn afgelegen loods. Fred denkt dat het een inbreker is, en slaat hem met een knuppel op het hoofd. Als hij een emmer water over Peter heen gooit, wordt deze wakker. Peter weet hem ervan te overtuigen dat hij naar niets op zoek was.
Fred is trots op zijn vissersloods, en geeft een rondleiding aan Peter. Peter lijkt het wel wat om hier te komen werken. Peter en Mickey proberen Fred samen te helpen met het vissen. De eerste problemen komen als Fred een geladen geweer in de boot heeft laten liggen. Arnie is met zijn vrienden meegegaan naar de boot, maar besluit terug naar huis te gaan. Mickey denkt leuk te zijn, en schiet een keer. De kogel raakt Arnie, die neervalt in het gras. Arnie verliest veel bloed en het is maar de vraag of hij op tijd wordt gevonden. Als Peter en Mickey na het vissen teruggaan naar de loods, zien ze Arnie bloedend liggen. Ze brengen hem naar het ziekenhuis. Dokter Koger maakt de twee vrienden duidelijk dat de situatie levensbedreigend is. Als hij niet snel bloed krijgt, zal Arnie overlijden. Robert en Karin zijn samen een dagje ouderwets uit, om herinneringen op te halen. Ze hebben geen idee dat Arnie vecht voor zijn leven. Jef probeert keer op keer naar Robert of Karin te bellen, maar krijgt geen gehoor. Kennissen en vrienden beginnen de moed op te geven, maar plotseling horen ze de sleutel in de deur. Jef rent meteen naar Robert en zegt dat ze direct naar het ziekenhuis moeten. Op het nippertje weet Robert Arnies leven te redden.
Fred begint klachten te krijgen, maar wil er niet aan toegeven. Hij drinkt zijn pijn weg met alcohol. Peter ontdekt wat er met Fred aan de hand is, en wil dat hij naar de dokter gaat. Hij belooft dit te doen, maar is ondertussen ook al in onderhandeling met Frits van Houten, die de loods wil overnemen. De loods wordt verkocht, en Fred zegt tegen Peter dat hij naar het buitenland gaat. Hij vertelt er echter niet bij dat Frits de nieuwe eigenaar is van de loods. Als Fred bij de bushalte staat, belt hij nog met Frits en vertelt hem dat hij zijn opdracht heeft uitgevoerd.

## Wally Jager
Wally Jager is een oude, eenzame man die vaak een borreltje komt doen in café De Cactus. Myriam is net in de steek gelaten door haar vriend John Alberts en durft niet zo goed naar huis, omdat ze daar alleen maar gaat piekeren. Ze maakt een praatje met Wally en komt steeds meer over hem te weten. Myriam vraagt aan meneer Harmsen of hij Wally kent. Meneer Harmsen vertelt dat hij hem kent van de kaartclub waar Wally vroeger ook bijzat. Hij mocht hem niet en vond hem maar een zeikerd.
Myriam is nieuwsgierig waar Wally woont en besluit bij hem langs te gaan. Als Myriam ziet wat voor een rommel er in zijn huis ligt probeert ze het gezellig te maken. Wally is eerst een beetje eigenwijs en wil dat Myriam hem met rust laat. Myriam besluit door te zetten en bouwt langzaam een vriendschap met Wally op. Wally laat Myriam foto's zien van zijn dochter en kleinkinderen. Als Myriam vraagt waarom hij ze nooit meer opzoekt, wil Wally er niet over praten. Niet lang daarna vertelt Wally dat hij een tijdje bij zijn dochter en zwager in huis heeft gewoond. Het was geen succes, ze ergerden zich aan elkaar. Ze wilde dat Wally na een bejaardentehuis zou gaan maar Wally kocht een eigen huisje terug. Myriam is toch nieuwsgierig na Wally's dochter en gaat bij haar langs. De vrouw vindt het niet fijn dat Myriam haar opzoekt en gooit de deur dicht. Myriam begrijpt nu waarom Wally geen contact meer wil. Myriam vindt dat Wally een vriendin moet krijgen en stelt voor om Wil de Smet te vragen. Wally vraagt Wil voor een date en ze wil graag met hem uit. Wat er daarna met Wally gebeurt, weet niemand.

## Sandra Mulder
Sandra Mulder heeft haar relatie verbroken en besloten om haar familie te bezoeken. Karin en Dian zijn erg blij dat Sandra er weer is, maar zwager Jef ziet haar liever vertrekken dan komen. Al snel maakt Sandra kennis met de vrienden van de familie Alberts. Sandra is een geliefd persoon. Uiteindelijk moet Jef zich erbij neerleggen, ook al zal hun relatie nooit echt goed worden.
Zakenvrouw Stephanie Stenders heeft besloten om het park te laten slopen om daar parkeerplaatsen aan te leggen. Sandra is hier fel tegen en probeert samen met Daniël, een goede vriend van Stephanie, een oplossing te vinden. Stephanie zet haar plannen door omdat haar man Nico dat wil. Sandra is woedend en dreigt met acties. Stephanie gelooft hier niet in.
Sandra komt erachter wanneer het park wordt gesloopt en bereidt samen met nichtje Dian en goede vriend Daniël acties voor. Een groot deel van Meerdijk is tegen de sloop en belooft Sandra mee te werken. Op de grote dag verzamelen alle mensen zich in het park. Ze weigeren weg te gaan, ook niet wanneer de bulldozer op hen af komt rijden. Stephanie komt naar het park en wil dat de mensen weg gaan. Er ontstaan gevechten tussen de slopers en de mensen in het park. Stephanie overlegt met haar man Nico. De acties zijn niet goed voor de reputatie van het bedrijf en daarom wordt er besloten om de sloop stop te zetten.
Sinds Sandra in Meerdijk is kan ze het goed vinden met Daniël. Na de voornoemde acties worden Sandra en Daniël verliefd op elkaar. Ze hebben het leuk samen, maar Sandra wil weten of het ook echt iets kan worden tussen hen. Daniël laat duidelijk merken dat hij de dood van zijn vrouw Jeanne nog steeds niet heeft verwerkt. Hij ziet geen heil in hun relatie.
Sandra is ongelukkig en besluit met Dian mee te gaan naar de zwemwedstrijden. Ze logeren bij een gezin in huis. Dian en Sandra ontmoeten zwemmer Mark de Moor, zijn vader is voor zaken weg en hij mag op het huis passen. Sandra voelt zich ongemakkelijk wanneer Mark haar probeert te verleiden. Ze vertelt hem dat hij een leuke jongen is, maar dat zij verder niets met hem wil. Dian vindt Mark wel leuk. Ze gaan bijna een keer met elkaar naar bed, maar worden gestoord door een telefoontje van Tim, de vriend van Dian.
Sandra krijgt nu een baan aangeboden in Londen. Na een goed gesprek met zus Karin besluit Sandra de knoop door te hakken: ze verlaat Meerdijk en neemt afscheid van haar familie.

## Robbie Sybrandi
Robbie Sybrandi is een lid van de familie Sybrandi.
Als Koossie aan de slag gaat in het jongerencentrum, omdat Helen Helmink in Engeland zit, maakt de kijker al snel kennis met haar zoon Robbie. Koossie maakt zich zorgen om haar zoon, omdat hij verkeerde vrienden heeft. Robbie is bevriend met Henk en Wim. Henk en Wim vragen aan Robbie of hij meegaat een eindje rijden. Zonder dat hij het in de gaten heeft, raakt hij betrokken bij een overval. Robbies vrienden overvallen een loods waar televisies en videorecorders liggen opgeslagen. Robbie weigert eerst mee te werken, maar zijn vrienden zetten hem onder druk. Wim en Henk vragen aan Robbie of hij een plek weet waar ze de spullen kunnen opslaan. Robbie weet dat in de vissersloods van Peter Kelder een geheime kamer zit. Ze zetten de spullen daar zolang neer.
Lange tijd lijkt het goed te gaan, totdat Mickey iets op de deur wil spijkeren. Hij timmert per ongeluk door het hout heen en ziet een grote hoeveelheid apparatuur staan. Mickey weet niet wat hij moet doen en belt de politie. Suzanne en Peter komen binnen en zien alle apparatuur staan. Peter wil niet dat de politie wordt gebeld, omdat ze hem meteen als verdachte zullen zien. Het is echter al te laat, want rechercheur Vliegen komt de loods in. Hij arresteert Peter.
Rechercheur Vliegen ondervraagt Peter, maar hij laat niets los. Robbie voelt zich niet lekker als hij hoort dat Peter is gearresteerd. De bewaker van de loods, Jan Bakker, zegt dat hij Peter op de avond heeft gezien. Peter zegt dat hij die avond bij Saskia Starink is geweest. Hij kent haar uit het jongerencentrum en wilde haar helpen. De politie probeert zijn alibi te controleren, maar Saskia is spoorloos verdwenen. Robbie wil naar de politie stappen, maar Henk en Wim verbieden hem dit. Ze denken dat Peter wel een lage straf zal krijgen.
Saskia Starink pleegt zelfmoord als Mickey haar op het spoor is. De zaak van Peter ziet er slecht uit. Robbie gaat zich steeds schuldiger voelen. Als Koossie tijdens Kerstmis moet overwerken in het jongerencentrum, bekent Robbie dat hij samen met Henk en Wim de loods heeft overvallen.
Koossie en Robbie gaan samen naar de politie. Peter is woedend. Omdat Robbie de overval heeft bekend, zal zijn straf lager zijn.

## Leendert Prent
Leendert Prent is de buurman van Suzanne Balk.
Als Suzanne naar haar werk wil gaan, ontmoet ze hem bij de lift. Suzanne is geïnteresseerd en stelt voor om een keer koffie bij elkaar te komen drinken om kennis te maken. Suzanne heeft het erg druk omdat ze binnenkort een tijdje de stad uit moet. Helen vindt dat ze het rustiger aan moet doen. Toch maakt Suzanne tijd vrij om met Leendert af te spreken. Suzanne en Leendert praten over wat ze in het leven hebben meegemaakt. Ze besluiten om de volgende keer af te spreken bij Leendert.
Als Suzanne bij hem aanbelt, staat de koffie al klaar. Suzanne vraagt of ze kennis mag maken met zijn demente moeder, waarover hij de vorige keer heeft verteld. Ze krijgt nogal een vreemde reactie van Leendert. Suzanne besluit het te vergeten. De volgende keer als ze bij hem gaat koffie drinken grijpt Leendert naar zijn hoofd en zoekt hij zijn medicijnen. Suzanne raakt in paniek en trekt de deur van de slaapkamer van Leenderts moeder open. Er is niemand binnen. Leendert heeft inmiddels zijn medicijnen ingenomen en is gekalmeerd. Hij ziet dat Suzanne zijn geheim heeft ontdekt en bindt haar vast. Suzanne ontdekt dat Leendert in een fantasiewereld leeft. Hij denkt dat zijn moeder nog leeft.
Suzanne ontdekt dat Leendert met eten en drinken de kamer binnengaat. Binnen maakt hij een praatje. Helen, de vrouw waarbij Suzanne in huis woon., begint zich ongerust te maken omdat Suzanne nog niet terug is. Iemand vertelt haar dat Suzanne voor zaken de stad uit moest. Helen is gekalmeerd. Overdag blijft Suzanne vastgebonden in het appartement achter, terwijl Leendert naar zijn werk gaat. Ze krijgt het voor elkaar om los te komen. De tijd dringt; Leendert kan elk moment thuiskomen. Suzanne raakt in paniek en wil naar Helens voordeur; er blijkt niemand thuis te zijn. Op dat moment gaat de lift open; Leendert is thuis. Suzanne weet niet wat ze moet doen, ze rent naar Leenderts flat en wil door het raam ontsnappen. Dat blijkt Leendert vast te hebben getimmerd.
Leendert is woedend dat Suzanne zich niet aan hun afspraken heeft gehouden. Suzanne maakt gebruik van Leenderts fantasiewereld om hem te kalmeren. Leendert vertelt wat er met zijn zus Denise is gebeurd toen ze niet luisterde. Suzanne omarmt hem, terwijl ze onder grote spanning staat. Ze besluit zich rustig te houden. Een paar dagen later vindt Helen dat Suzanne wel lang weg is. Helen wil Leendert vragen of hij met Suzanne heeft gesproken. Gerard denkt dat dit niet nodig is, maar Helen wil het. Leendert bevestigt het verhaal over de zaken in een andere stad. Suzannes mond is dichtgetapet, maar ze kan toch kreunen. Helen merkt niets, maar Leendert wel. Leendert bedreigt Suzanne met een mes. Suzanne krijgt het weer voor elkaar om Leendert te kalmeren door te vertellen dat ze verliefd is. Om haar leven te redden omarmt ze Leendert opnieuw.
Ondanks dat ze heel erg bang is, doet Suzanne een derde ontsnappingspoging. Ze zit vastgebonden, maar krijgt het voor elkaar om een vijltje van de tafel te pakken. Hiermee snijdt ze de touwen door. Als Leendert thuiskomt, slaat Suzanne hem op zijn hoofd. Leendert is even de weg kwijt, waardoor Suzanne een voorsprong heeft. Er ontstaat een achtervolging in de flat. Buiten probeert Leendert Suzanne te vermoorden, maar dan krijgt Leendert weer een aanval waarna hij overlijdt in het ziekenhuis. Suzanne is op het nippertje gered. Helen voelt zich schuldig omdat Suzanne aan het gebeurde een trauma over heeft gehouden.

## Marjan de Winter
Marjan de Winter is een stewardess.
Arnie Alberts vertrekt na zijn ouders Robert en Laura om met hen de kerst te vieren. Ook heeft hij zijn eerste ontmoeting met zusje Charlotte. Het weerzien met zijn jeugdliefde Linda Dekker brengt hem meteen weer in de problemen. Linda probeert van Herman Hogendoorn af te komen. Het huwelijk van zijn ouders is ook in een dal geraakt. Arnie gaat naar een restaurant in de buurt en komt stewardess Marjan de Winter tegen. Marjan en Arnie delen hun leed met elkaar. Arnie en Marjan delen eenmalig het bed. Marjan blijkt er meerdere mannen op na te houden, waardoor Arnie niet met haar verder wil. Wanneer Arnie ontdekt dat Marjan ook seks heeft gehad met Robert, is Arnie helemaal klaar met Marjan. Arnie vertrekt samen met Linda terug naar Nederland.
Marjan is voor even in Meerdijk en zoekt contact met Arnie, maar het weerzien is niet gewenst. Tim Waterman, die op dat moment net zijn relatie met Dian Alberts op de klippen heeft zien lopen, is wel geïnteresseerd in Marjan. Arnie waarschuwt Tim voor de wispelturigheid van Marjan. Tim laat zich meeslepen door Marjan en heeft seks met haar. Er volgen nog een paar ontmoetingen. Tim is teleurgesteld als Marjan zomaar weer is verdwenen. Arnies waarschuwing was dus niet geheel ongegrond.

## Gerard Dendermonde
Gerard Dendermonde is de vader van Anita.
Hij, Helen Helmink en Wil de Smet kennen elkaar van hun tijd toen ze alle drie lesgaven op het Meerdijkse Lorentzcollege. Helen verlaat Meerdijk en vertrekt naar Londen, waar ze alles op een rijtje wil gaan zetten. Ze heeft nog niet zo lang geleden ontdekt dat David Harkema niet haar echte zoon bleek te zijn. Wanneer ze terugkeert uit Engeland, gaan Gerard en zijn dochter Anita met haar mee. Helen en Gerard ontdekken dat ze gevoelens voor elkaar koesteren. Er ontstaat een knipperlichtrelatie tussen beiden. Gerard heeft zijn handen vol aan zijn onhandelbare dochter, die omgang heeft met Machteld Steens. Machteld steelt weleens spullen. Helen probeert Anita te laten inzien dat Machteld fout is. Uiteindelijk ontdekt Anita dit ook. Gerard is Helen enorm dankbaar.
Helen en Anita merken dat Gerard zich niet als vanouds gedraagt. Hij is gespannen en heeft geheimzinnige telefoongesprekken. Helen wil weten waar ze staat. Ze wil niet bedrogen worden. Gerard zegt dat er geen ander is, maar kan haar niet vertellen wat er wel speelt. Anita neemt de telefoon op en krijgt Cynthia Kuiper aan de lijn. Cynthia laat Anita weten dat Gerard haar bezwangerd heeft. Anita staat met haar mond vol tanden. Helen is razend. Gerard voelt zich een misdadiger en moet diep door het stof. Hij bekent de waarheid. Gerard heeft de schuld van zijn broer Kees op zich genomen, om zijn carrière te besparen. Gerard heeft Cynthia jarenlang zwijggeld betaald. Helen ziet in dat Gerard toch goedaardig is. Gerard moet terug naar Engeland, maar voor zijn vertrek vraagt hij Helen ten huwelijk. Helen wil wel trouwen. Gerard vertrekt naar Oxford.
Terug in Engeland krijgt Gerard een verhouding met Alice de Boer, die psychisch niet helemaal in orde is. Gerard keert terug naar Meerdijk en gaat verder waar hij met Helen was gebleven. Op een dag staat Alice bij hem als verrassing op de stoep. Anita ontdekt het overspel van haar vader en weigert te zwijgen. Gerard maakt het uit met Alice. Als Alice ontdekt dat Gerard voor Helen heeft gekozen, draait ze door. Het begint met kleine pesterijen, maar de situatie loopt uit de hand als Alice Helen naar de hals grijpt. Alice wordt in een inrichting gestopt. Anita heeft genoeg van haar vader. Gerard gaat met hangende pootjes terug naar Engeland.
Gerard Dendermonde keerde begin seizoen 4 terug voor ongeveer twee weken. Later keerde hij ook terug voor de bruiloft van Anita en Rik, van eind seizoen 6 tot begin seizoen 7. In 1998 overlijdt hij in Engeland. Anita ontdekt dat ze een desdochter is.

## Jozette Calland
Jozette Calland is een journaliste en een (ex-)collega van Janine Elschot.
Dokter Simon Dekker zit een beetje in de put omdat zijn vrouw Annette na een miskraam naar het buitenland is gegaan. Dan wordt hij benaderd door journaliste Jozette Calland, die voor een tijdschrift werkt en op zoek is naar een dokter die columns wil schrijven voor haar tijdschrift. Simon twijfelt eerst of hij dit moet doen, omdat hij er geen ervaring mee heeft. Jozette vertelt hem dat zijn column door de redactie zal worden nagekeken, mochten er fouten in zitten. Simon gaat akkoord met het voorstel en begint aan zijn eerste column. Jozette heeft een afspraak met Simon in De Rozenboom om zijn eerste column te bekijken. Ze is geïnteresseerd, maar Simon twijfelt nog steeds.
Een vriendin van Simon, Suzanne Balk, is een oude bekende van Jozette. Suzanne waarschuwt Simon voor haar, maar krijgt niet voor elkaar waar ze op hoopte. Simon laat weten vertrouwen in Jozette te hebben. Suzanne kan dit niet accepteren en daardoor komt er een einde aan hun vriendschap. Simon onderzoekt Jozette omdat ze zich niet lekker voelt. Simon vertelt haar dat ze overwerkt is. Jozette denkt dat ze niet gemist kan worden op de redactie. Simon probeert haar over te halen een weekendje vrij te nemen. Jozette wil dit doen op één voorwaarde: dat hij zelf meegaat. Simon bedankt haar voor het aanbod en weigert.
Jozette laat het er niet bij zitten. Ze probeert Simon op alle manieren over te halen. Uiteindelijk geeft Simon toe. Helen weet niet of het verstandig is om mee te gaan, omdat Jozette waarschijnlijk verliefd is. Simon wil dit niet geloven. Jozette en Simon verheugen zich op hun weekendje weg. Tijdens hun verwenweekend hebben ze het samen erg gezellig. Als ze gaan slapen hebben ze een eigen kamer. Jozette komt in haar avondjurk op Simons kamer en vraagt hem haar te masseren. Simon en Jozette zoenen, maar Simon haakt af. Hij wil trouw blijven aan zijn vrouw Annette. Jozette weet wanneer ze verloren heeft en besluit hem met rust te laten. Simon bekent aan Helen dat hij zichzelf voor de gek heeft gehouden.
In aflevering 386 van seizoen 3 komt Jozette nog een keer voor toen ze met Simon belde over zijn reis naar Birma.

## Anne de Jager
Anne de Jager is de moeder van Roos de Jager. Roos is aan het studeren en komt in contact met Dian Alberts. Annes vriend Steef van Woerkom geeft colleges op de universiteit van Roos en Dian. Roos en Steef kunnen het niet zo goed met elkaar vinden. Anne kan dit niet begrijpen. Als muzieklerares geeft ze Arthur Peters pianoles. Ze vraagt de familie Alberts of hij daar op de piano mag oefenen. Er ontstaat een goede vriendschap tussen Anne en de man des huizes, Jef Alberts. Anne is op dat moment gelukkig met Steef van Woerkom. Roos begint zich ondertussen ongemakkelijker te voelen in huis. Hun moeilijke relatie komt tot een climax, wanneer Steef Roos aanrandt wanneer ze alleen thuis zijn. Anne neemt haar maatregelen en gooit Steef de deur uit. Vanwege de vriendschap tussen Dian en Roos krijgen Jef en Anne ook veel met elkaar te maken. Het begint met een etentje zonder bijbedoelingen. Het klikt tussen Anne en Jef. Er bloeit uiteindelijk iets tussen de twee op. Op een gegeven moment wordt Anne jaloers als ze ziet dat Jef en Laura Selmhorst dichter naar elkaar toe beginnen te groeien. De relatie wordt er niet leuker op. Annes vermoedens worden werkelijkheid. Jef en Laura krijgen een verhouding. Anne is teleurgesteld in de liefde en besluit Meerdijk te verlaten. Haar dochter Roos trekt bij de familie Alberts in.
Voor het huwelijk van haar dochter met Arnie Alberts keert Anne in mei 1994 terug naar Meerdijk. Ze is hier onder andere getuige van het flauwvallen van Helen Helmink en de ontknoping van de lesbische relatie tussen Laura en Tessel van Benthem.

## Claire de Moor
Claire de Moor is de moeder van Mark de Moor en bezit een eigen appartement in Meerdijk. Ze is al lange tijd ernstig aan de drank en zoonlief Mark maakt zich ernstige zorgen over zijn moeder. Mark durft zijn vrienden niet bij hem thuis te ontvangen, omdat hij zich schaamt voor zijn eigen moeder. Huisarts Simon Dekker is een van de weinigen die op de hoogte is van het drankgebruik van Claire. Dekker probeert samen met Claire een afkickprogramma op te zetten. Claire belooft haar best te zullen doen om van de drank af te komen. Mark vertelt zijn vrienden over zijn moeder. Arthur Peters, een goede vriend van Mark, bezoekt Claire zelfs een aantal keer. Terwijl Mark en Simon denken dat Claire aan het afkicken is, verstopt ze op allerlei plekken flessen drank. Mark heeft niets in de gaten en complimenteert zijn moeder met haar doorzettingsvermogen. Dan ontdekt Mark een fles drank op een plek waar hij dit niet had verwacht. De confrontatie met zijn moeder is heftig. Mark zegt dat ze het zelf maar uit moet zoeken. Simon Dekker wijst Claire erop dat deze levensstijl haar snel fataal kan worden.
Ondanks dat Claire Mark heeft besodemieterd, kan Mark het niet laten om zijn moeder een keer te bezoeken. Claire is wanhopig nu Mark haar verlaten heeft en heeft zoveel gedronken dat ze buiten westen is. Mark komt in het donker binnen en struikelt over een drankfles. Hij raakt gewond. De dokters concluderen in het ziekenhuis dat Mark geen professionele zwemmer meer kan zijn. Voor het eerst ziet Claire in wat haar drankgebruik allemaal veroorzaakt heeft. Ze vraagt Simon of hij een plek kan regelen in een afkickkliniek. Mark vindt dat zij de juiste beslissing maakt.
Het is inmiddels een jaar later wanneer Mark verneemt dat zijn moeder ontslagen is uit de afkickkliniek. Mark wil graag dat Claire bij hem in Huize Koossie komt wonen. Het gezelschap van Anita Dendermonde en de andere jeugdigen doet Claire goed. Claire kookt en ruimt op voor haar huisgenoten. Het geeft haar echter niet de voldoening die ze gehoopt had. Claire heeft een goed gesprek met Mark, die is uitgenodigd door goede vriend Enno Harinxma om naar Toscane te komen. Mark en Claire vertrekken samen richting Italië.

## Alice de Boer
Alice de Boer is de vrouw met wie Gerard Dendermonde een verhouding kreeg toen hij verloofd was met Helen Helmink. Al snel verbreekt Gerard de verhouding. Even later brengt ze hem een bezoekje in Meerdijk. Als Gerard voor Helen kiest, koestert ze enorme wrok tegen Haar. Ze draait door en probeert Helen te vermoorden, wat echter mislukt. Wat later wordt ze opgenomen in een inrichting.
Jaren later als ze met proefverlof gaat, noemt ze zichzelf Lisette en krijgt ze een relatie met Govert Harmsen. Wanneer ze Helen Helmink weer ziet, draait ze weer door en begint haar te stalken. Uiteindelijk gaat ze zover dat ze Anita en Rik gijzelt in de flat van Helen. Een paar dagen later weten ze zich allebei te bevrijden en haar vast te binden waarna ze wordt teruggebracht naar de inrichting.

## Rebecca Duvalier
Rebecca Duvalier wordt ingeschakeld door Paul Lunenman, de ex van Janine Elshot met wie Simon Dekker op dat moment een relatie heeft. Hij kan het niet uitstaan dat Janine en Simon een relatie hebben en probeert ze uit elkaar te drijven. Rebecca lijkt namelijk als twee druppels water op de overleden vrouw van Simon, Annette van Thijn. Zijn plan lijkt in eerste instantie te lukken. Simon gelooft dat Rebecca Annette is waardoor Janine en Simon uit elkaar groeien. Na een tijdje biecht Rebecca de waarheid op en vertrekt uit Meerdijk.

## Enno Harinxma
Enno Harinxma was de eerste homoseksuele gastrol in de serie. Pas in 2009 zou een vast personage geheel homoseksueel zijn, Lucas Sanders.
Harinxma schakelt samen met zakenpartner Ron van de Velde het modellenbureau Flash in. Eigenaren Suzanne Balk en Daniël Daniël moeten een model voor hem regelen voor een nieuwe campagne. Mark de Moor heeft zijn professionele zwemcarrière stop moeten zetten vanwege een ongeluk en heeft zich nu ingeschreven als model bij Flash. Harinxma krijgt van Suzanne een aantal foto's van modellen. Enno is meteen geïnteresseerd in Mark. Suzanne regelt een afspraak tussen beiden. Mark voelt zich erg op zijn gemak bij Enno. De samenwerking is uiterst succesvol en Enno heeft plannen met Mark. Tijdens een etentje in De Rozenboom komt de vriend van Enno, Dolf van Vuren, langs. Wanneer Dolf Enno volmondig op de mond kust, voelt Mark zich bedrogen. Mark heeft het gevoel dat Enno meer van hem wil dan vriendschap.
Mark wil geen contact meer met Enno, maar wordt nog wel steeds door hem lastiggevallen. Wanneer Mark Enno de ruimte geeft om alles uit te leggen, komt Mark tot inkeer. Enno vertelt dat hij een gezin heeft gehad voordat hij uit de kast kwam, een vrouw en twee kinderen. Mark deed hem erg denken aan zijn eigen zoon Philip, met wie hij geen contact meer mag hebben. Mark biedt zijn excuses aan en heeft tegelijkertijd medelijden met Enno. Hij wil Enno en diens kinderen herenigen en gaat op onderzoek uit.
De ex-vrouw van Enno, Tine, ruikt onraad als Mark bij haar langskomt. Philip wil absoluut niets meer van zijn vader weten, maar Bernadette heeft wel interesse. Bernadette en Mark spreken met elkaar af. Tine ontdekt dit, maar onderneemt niets. Het contact tussen Bernadette en Enno wordt verbeterd. Enno is Mark enorm dankbaar. Ook Bernadette heeft Mark heel hoog zitten. Ze bekent verliefd te zijn. Mark en Bernadette kussen elkaar. Enno wil graag samen met zijn dochter op reis. Mark neemt afscheid van Enno en Bernadette.

## Agaath Huygens
Agatha Hubertina Huygens-van Schaik ontmoette op jonge leeftijd de zakenman Rolf Huygens, met wie ze dochter Alexandra kreeg. Ondanks hun huwelijk hield Rolf er twee minnaressen op na, Martine Hafkamp en Helen Helmink. Met beide vrouwen kreeg hij een kind. Uit een langdurige affaire met Helen kreeg hij zoon Peter Kelder, die door Rolf ter adoptie werd afgestaan aan de Kelders. Helen werd voorgehouden dat haar zoon dood was. Rolf probeerde zijn gezinsleven te redden. De zoon van Martine en Rolf overleed vlak na de geboorte. Martine was woedend toen bleek dat zij niet de enige minnares was. Zij heeft een aantal keren geprobeerd Helmink uit de weg te ruimen, maar het is haar nooit gelukt.
Rolf Huygens wil eerlijk zijn tegen zijn vrouw en biecht het bestaan op van een buitenechtelijke zoon. Agaath is in alle staten. De volgende dag wil Rolf zijn zoon gaan bezoeken, maar hij raakt betrokken bij een aanrijding en overlijdt. Agaath heeft geen enkele bedrijfservaring en vraagt Martine of zij zolang Het Huygens Concern wil leiden. Ze moet alleen wel verantwoording afleggen aan de Raad van Bestuur. Dochter Alexandra verblijft in Afrika.
Een jaar later, in 1993, weet Agaath dat ze niet lang meer te leven heeft. Omdat Alexandra geen enkele bedrijfservaring heeft en Agaath de buitenechtelijke zoon van Rolf niet heeft kunnen traceren, besluit ze het concern in de verkoop te zetten. Martine is geschrokken en probeert koste wat kost te voorkomen dat het concern wordt verkocht. Zij weet dat de buitenechtelijke zoon Peter Kelder is, maar wil voorkomen dat hij zich gaat bemoeien met het bedrijf. Martine laat Agaath geloven dat ze de buitenechtelijke zoon heeft gevonden. Het zou gaan om Ben Kerstens, wonende in Brazilië. Agaath gelooft dit verhaal, maar haar persoonlijke verzorgster Helga weet dat Martine liegt.
Helga wil dat haar bazin de waarheid te weten komt en neemt contact op met mevrouw Barendsen, de vrouw die twintig jaar geleden de adoptie van Peter Kelder heeft geregeld. Mevrouw Barendsen wil zich niet mengen in deze affaire, omdat ze een vrouw heeft laten geloven dat haar zoon dood is. Mevrouw Barendsen had nauwe contacten met Rolf Huygens. Helga moet contact maken met Helen Helmink en Peter Kelder om hen de waarheid te vertellen. Martine verneemt dat de twee elkaar vaak ontmoeten en raakt in paniek. Mocht Peter zijn ware afkomst ontdekken, valt haar plan in duigen. Hafkamp geeft Eddie de opdracht om Helga uit de weg te ruimen. Agaath is ontroostbaar vanwege de dood van Helga. Martine wil invloed op Agaath hebben en besluit kennis Martha in te schakelen. Martha wordt de nieuwe verzorgster van Agaath, maar staat in goed contact met Martine. Martine blokkeert een verkoop van het Huygens Concern aan Hogendoorn senior. Agaath sterft en Martine blijft de leiding houden over het Huygens Concern. Agaath heeft echter in haar testament op laten nemen dat haar nalatenschap voor dochter Alexandra is. Mocht de buitenechtelijke zoon zich ooit nog melden, dan krijgt hij ook een aandeel.
In 2015 werd door de producenten bekendgemaakt dat Martijn Huygens ook een zoon was van Rolf en Agaath, maar dit kwam in de serie nooit naar voren. Dit had ermee te maken dat de familie Huygens onverwacht uit de serie werd geschreven en deze verhaallijn nooit verder uitgewerkt is.

## Hannie van der Kroeft
Hannie van der Kroeft was de secretaresse van Frits van Houten. Dian was haar grote vijand. Ze belande in de gevangenis toen ze probeerde Dian te vergiftigen. Daarna bekende ze ook de moord op Frits. Jaren later blijkt dat niet zij maar Frits tweelingbroer Hans een TV in zijn bad had gegooid.

## Hans Ribbens
Hans Ribbens presenteert samen met Arthur Peters een radioprogramma voor de zender van Adriaan van Dorland. Beiden zijn erg gepassioneerd in het radio maken. Wanneer Arthur zijn goede vriend Mark de Moor mee naar de studio neemt, lijkt hij hier geen voorstander van te zijn. Van Dorland concludeert dat er spullen zijn gestolen en wil de dader zo snel mogelijk te pakken zien te krijgen. Ribbens vertelt Van Dorland dat Arthur Mark een aantal keer heeft meegenomen naar de studio. Van Dorland besluit aangifte te doen. Mark wordt door Ribbens na een plek gelokt waar spullen opgeslagen liggen en belt tegelijkertijd te politie. Mark wordt door de politie gearresteerd. Arthur blijft in Mark geloven. Wanneer Mark vrijkomt, blijft hij nog bij de radiozender komen. Arthur stemt hiermee in. Ribbens voelt zich in het nauw gedreven.
Wanneer Mark op een avond nog bij de radiozender is, is hij ooggetuige van een groep mannen die spullen stelen uit de ruimte. Mark wordt betrapt en moet het ontgelden. Hij raakt bewusteloos en wordt na een tijdje wakker. Mark licht Arthur in over wat hij heeft meegemaakt. Hij wil niet naar de politie, omdat ze zich dan zullen afvragen wat hij daar zo laat nog deed. Arthur begint zijn collega Hans Ribbens ondertussen steeds meer te wantrouwen. Arthur en Mark betrappen Hans met een man in De Koning. Mark herkent het gezicht. Hij is door deze man neergeslagen. Arthur confronteert Hans en hij geeft toe dat hij er wat mee te maken heeft. Hans vertelt dat zijn broer Jack crimineel is en hem onderdrukt om mee te werken aan de diefstallen bij de radiozender. Hij en zijn vrouw Ellie zijn doodsbang voor hem. Mark en Arthur hebben begrip voor de situatie en proberen na een oplossing te zoeken. Besloten wordt dat Mark gaat infiltreren in het circuit. Hans heeft zo zijn twijfels over de veiligheid van Mark.
Mark brengt een bezoekje aan een duister café, terwijl Hans en Arthur zenuwachtig afwachten totdat hij weer terugkomt. Mark komt in contact met Jack en wordt zelfs overgehaald mee te gaan op pad. Hij weet niet of hij dit moet doen. Arthur besluit Marks lichaam te beplakken met een afluistersysteem. Mark gaat vol goede moed naar het café. Hij wordt daar gedwongen om drugs te gebruiken, maar dit gaat hem te ver. Jack begint vermoedens te krijgen en slaat hem op zijn buik. Niet lang daarna ontdekt hij de afluistersystemen. Mark wordt afgetuigd door Jacks vrienden. Hans en zijn vrouw Ellie voelen zich schuldig wanneer ze Mark aantreffen. Ze zijn hem heel erg dankbaar en respecteren zijn moed. Niet lang daarna loopt Jack in de val en wordt hij gearresteerd. Ellie en Hans komen Arthur en Mark nogmaals duidelijk maken hoe dankbaar ze zijn. Hierna verdwijnt Hans uit beeld.
Een paar maanden later keerde Hans terug om met Arthur en Simon te helpen om het mysterie rondom Leida Schimmelpenninckx op te lossen. Leida en Gerjan Vochteloo houdt haar opa (Jules) namelijk gevangen in zijn eigen slaapkamer. Om Jules te bevrijden hebben Arthur en Hans het volgende bedacht: eerst lokken ze Leida naar Simons studio. Eenmaal aangekomen nemen Arthur en Hans haar gevangen en lokken ook Gerjan ernaartoe. Op die manier kan Simon ongemerkt inbreken in huize Schimmelpenninckx om Jules te bevrijden.
Als Gerjan erachter komt dat Arthur en Hans Leida gegijzeld houden, keert hij weer terug naar huis. Daar houdt hij Simon onder schot, maar Gerjan wordt uiteindelijk overmeesterd door Arthur en Hans, die Leida inmiddels hebben vastgebonden voordat ze naar huize Schimmelpenninckx gaan. Gerjan wordt gearresteerd en hierna verdwijnt Hans weer uit beeld.

## Onno P. Wassenaar
Onno P. Wassenaar, ofwel de man in de geblindeerde limo, was ooit een van de machtigste personen van Meerdijk. Hij was onder andere leider van een criminele organisatie, waarbij hij ook mensen liet martelen. Hij kwam in conflict met een andere slechterik, Frits van Houten.
Onno P. heeft jarenlang een oogje op Suzanne Balk, die hij kent uit haar periode als escortgirl. Onno P. helpt haar vaak uit de brand, maar in ruil daarvoor wil hij seks met haar. Als Onno P. er een tijd later dan ook nog voor zorgt dat de grote liefde van Daniël omkomt in een bomaanslag, spreekt Daniël met hem af boven op het dak van een parkeergarage. Dit kost Wassenaar uiteindelijk zijn leven, want hij glijdt uit over een stoepkrijtje en valt een afschuwelijke dood tegemoet.

## Maria de Jong
Maria de Jong trouwde met Bert de Jong, met wie ze twee zoons kreeg, Rik en Danny. Een paar jaar na hun bruiloft begon Bert Maria te mishandelen. Om te voorkomen dat Danny en Rik iets zou overkomen, besloot Maria dit te accepteren. Ze liet zich door haar eigen man slaan. Het gaat niet goed met Maria. Rik is al oud genoeg om voor zichzelf te zorgen, maar voor Danny wordt een pleeggezin gezocht. Maria heeft hier altijd spijt van gehad, maar zag geen andere uitweg.
Rik krijgt een baan in Hotel Dendermonde. Maria mag van Anita in de kelder gaan wonen. Ze is op de vlucht voor Bert en is bang dat hij haar zal vinden. Maria's zorgen zijn terecht, want Bert staat onverwachts op de stoep. Ze probeert hem duidelijk te maken dat het voorbij is, maar Bert kan dit niet accepteren. Opnieuw wordt Maria in elkaar geslagen, waardoor ze in het ziekenhuis belandt.
Maria heeft er moeite mee dat ze wordt lastiggevallen door Bert en krijgt steun van Govert Harmsen, die verliefd op haar is. Wanneer Bert opnieuw voor de deur staat, is voor Maria de maat vol. Ze steekt Bert met een mes neer. Rik wil niet dat zijn moeder in de gevangenis komt en besluit de politie te vertellen dat hij Bert heeft neergestoken. De politie wil een reconstructie, waar ook Maria bij aanwezig is. Tijdens de reconstructie raakt Maria in een trance, waardoor ze de moord bekent.
In de gevangenis had Maria een affaire met een bewaker en raakte ze zwanger van hem. Deze bewaker had echter al een vrouw en gezin en Eduard Stern, die toen die tijd de leiding had over de gevangenis, bood Maria een baan en huis in Canada en ƒ10.000,- aan in ruil voor de baby. Eduard's zoon en diens vrouw konden geen kinderen krijgen. Maria ging akkoord. Ze beviel daar van een zoon genaamd Daan Stern.
Na twee jaar in de gevangenis wordt Maria vrijgelaten. Ze heeft Daan inmiddels afgestaan aan de familie Stern. Rik heeft op dat moment een relatie met Anita. Maria kan dit niet hebben en probeert haar op allerlei manieren af te kraken. Uit jaloezie besluit Maria oude liefdesbrieven van Anita te gaan lezen. Ze ontdekt dat Anita een verhouding met een oudere man heeft gehad. Er ontstaat een ruzie tussen de twee vrouwen, maar ze maken het goed voor Rik.
Maria is getuige van een omhelzing tussen Roos de Jager en Rik. Ze ziet in Roos de ideale schoondochter en probeert haar zoon aan Roos te koppelen. Rik maakt zijn moeder duidelijk dat hij echt van Anita houdt. Maria kan dit niet geloven en weigert dit te accepteren. Rik verbreekt alle contact met zijn moeder, die op haar beurt naar Canada verhuist.
Toch ontstaat er weer contact tussen Maria en Rik via brieven. Rik schrijft in een brief dat hij zijn broertje Danny weer heeft teruggevonden. Maria schrijft dat ze vanuit Canada naar Nederland komt. Wanneer ze op de stoep staat, blijkt dat Danny haar niet zo makkelijk kan vergeven. Maria probeert een betere moeder voor haar zonen te zijn. Uiteindelijk legt Danny zich erbij neer dat Maria er niets aan kon doen.
Danny krijgt een relatie met Sjors Langeveld. Maria is hier niet echt blij mee. Rik heeft meteen door wat Maria aan het doen is en confronteert haar hiermee. Maria ontkent dit, maar Rik weet wel beter. Maria wil niet dezelfde fouten maken en probeert Sjors een kans te geven.
In de liefde heeft Maria ook geluk. Ze heeft een oogje op Jef Alberts. Hun liefde is wederzijds. Met de kerst hebben Jef en Maria het erg gezellig. Maria begint zich weer met Danny te bemoeien wanneer blijkt dat Sjors is vreemdgegaan. Ze laat meteen merken dat ze altijd al gelijk had. Rik vindt dat Maria te ver gaat. Wanneer Maria Sjors tegenkomt, kan ze zich niet inhouden.
Door de hulp van Jef probeert Maria het verleden achter zich te laten en een beter mens te worden.
Na opnieuw ruzie te hebben gekregen met Danny, Rik en Jef, besluit Maria terug naar haar huis in Canada te gaan. Ze neemt afscheid door middel van een afscheidsbrief.
Als Rik gaat trouwen met Charlie Fischer komt ze voor even terug uit Canada om de bruiloft bij te wonen. Een jaar later overlijdt haar zoon Danny maar ze besluit om niet naar de begrafenis te gaan. Ze moet dit op haar eigen manier verwerken en blijft in Canada.
Jaren later keert ze weer terug om haar zoon Rik te steunen die het erg moeilijk heeft, hij heeft een ongeluk gehad en kan alle steun gebruiken tijdens zijn revalidatie. Als ze in De Rozenboom Eduard Stern tegen het lijf loopt, blijkt dat er in het verleden het een en ander is gebeurd met Daan Stern als hoofdonderwerp, hij is haar zoon. Maria heeft hem ooit afgestaan aan de familie Stern in ruil voor geld, alleen Eduard Stern en de adoptie ouders weten ervan. Niet veel later krijgt Laura het van Maria te horen en houdt dit voor zich. Om de familie Stern in Meerdijk te ontlopen en omdat Rik klaar is met zijn revalidatie besluit Maria terug te keren naar Canada. Een aantal maanden later krijgt Laura een telefoontje van de overbuurvrouw van Maria: ze heeft Maria dood in huis gevonden. Maria overleed aan een beroerte.

## Mimi
Mimi maakt haar opwachting als de beste vriendin en klasgenoot van Kim Verduyn. Wanneer Kim van huis wegloopt, logeert ze een tijdje bij Mimi. Wanneer Kims broer Julian in het ziekenhuis belandt, spreken de twee elkaar een tijd niet, totdat het nieuwe schooljaar begint. Maar dan wordt Mimi gepest door een nieuwe scholier. Hij lijkt een hekel te hebben aan Aziatische mensen. Hij bedreigt haar met een mes en een zweep. Kim, die voor haar vriendin opkomt en de jongen een gebroken neus slaat, wordt geschorst. Dit leidt ertoe dat de pesterijen nog erger worden. Door de jongen wordt Mimi van haar fiets in het water geduwd. Hij laat haar bijna verdrinken, totdat Julian haar komt redden. De pestkop wordt opgepakt door de politie en Kims schorsing wordt opgeheven.
Wanneer Mimi vaker met Kim en Julian in de Koning komt, krijgt ze gevoelens voor de barman Rik de Jong. Rik zit hier niet echt op te wachten, omdat hij nog niet over Anita heen is. Uiteindelijk worden beiden door Suzanne Balk uitgenodigd om een fotoshoot te doen voor badkleding. Wanneer de fotograaf vraagt of de twee willen zoenen, twijfelt Mimi geen moment en ze zoent Rik. Rik is hier niet blij mee, maar wil haar ook niet kwetsen. Ondertussen is Julian jaloers, omdat hij Mimi ook leuk vindt.

## Titia Holst
Titia Holst is de pleegmoeder van Julian Verduyn. Ze is getrouwd met Albert Holst. Ze zijn primitief ingesteld. Wanneer Julian heel erg ziek wordt willen ze daarom niet dat hij naar een dokter gaat. Zijn zusje Kim weet hem met hulp van Laura net op tijd weg te halen. In het ziekenhuis krijgen ze te horen dat hij geopereerd moet worden. Albert wil echter helemaal niets van medische ingrepen weten. Voor Julian is de maat vol en verlaat Albert en Titia. Albert besluit Julian te vergeten. Titia wil Julian echter blijven zien. Ze probeert stiekem met hem af te spreken. Albert heeft haar echter al snel door en begint haar te mishandelen. Als hij haar gezicht vervolgens insmeert met aceton is voor haar de maat vol. Ze zoekt hulp bij Janine Elschot die een schuiladres voor haar regelt. Als Albert vervolgens opgepakt wordt wegens brandstichting van het S.O.S. huis en poging tot ontvoering van Kim zoekt ze Julian weer op. Julian besluit weer terug te gaan naar Titia. Uiteindelijk besluit ze echter Julian toch te laten gaan omdat ze zelf verder wil.

## Albert Holst
Albert Holst is de pleegvader van Julian Verduyn. Hij is getrouwd met Titia Holst en ze zijn primitief ingesteld. Albert moet daarom niets van medische ingrepen weten. Zelfs wanneer Julian ernstig ziek blijkt te zijn weigert hij alle hulp. Julian besluit Albert en Titia te verlaten en bij Robert en Laura in te trekken. Albert voelt zich verraden en besluit Julian voorgoed te vergeten. Later gijzelt hij Julian, Kim en Laura. Julian weet hem echter te pakken en hem weg te sturen. Later begint hij ook Titia te mishandelen als hij ontdekt dat ze hem stiekem opzoekt waarna Titia besluit onder te duiken. Uiteindelijk draait hij helemaal door. Eerst probeert hij Janine en Julian te vermoorden door het S.O.S. huis in brand te steken en probeert hij Kim te ontvoeren. Dian slaat hem echter neer waarna ze de politie bellen. Albert wordt daarna opgepakt

## Eveline van Wessem
Eveline van Wessem is een ex-studiegenote van Laura Selmhorst en daarna de verloofde van Daniël Daniël. Hun liefde is zo diep dat ze van plan zijn om te gaan trouwen, maar zover zal het nooit komen, want Eveline wordt het slachtoffer van een dodelijke aanslag. Onno P. Wassenaar, de aartsrivaal van Daniël en Suzanne Balk, komt terug naar Meerdijk. Hij wil Daniël dood hebben en laat een bom in Daniëls auto plaatsen. Wanneer Daniël en Eveline naar de auto lopen, vergeet Eveline haar tas. Daniël zal de tas halen en Eveline zal in de tussentijd alvast de auto starten. Wanneer ze de sleutel draait om de motor te starten, explodeert de bom.

## Huib van Groeningen
Huib van Groeningen is een zakenpartner van Ludo Sanders en later de verloofde van Dian Alberts. Hij weet Ludo ervan te overtuigen dat hij met Dian en Bowien gebroken heeft en de vriendschap met hem weer wil herstellen. Dian plaatst een schandalig artikel in de krant over Huib en Huib geeft Ludo een zogenaamde tip dat Dian zijn beste paard ziek wil laten maken. Als Ludo dan ook nog hoort dat Dian al haar vermogen op het op een na beste paard heeft ingezet, is hij om. Hij vertrouwt Huib weer opnieuw als zijn beste vriend.
Huib adviseert Ludo om een zeldzame collectie schilderijen te kopen uit Italië. In werkelijkheid gaat het om een illegale collectie. Wanneer het eindelijk zover is, tipt Huib heimelijk de politie. Ludo valt hierdoor door de mand, hij is al zijn geld kwijt en zit tot aan zijn nek in de schulden. Op wraak belust weet Ludo later Huib, die dan met zijn verloofde Dian in een hotel verblijft, op te sporen. Huib wordt onder bedreiging met een pistool door Ludo geblinddoekt meegenomen naar een plek midden in het bos. Daar lijkt Ludo op het punt te staan om Huib te vermoorden, maar Ludo kan dit op het laatste moment niet opbrengen en jaagt Huib alleen weg.
Huib is hierna zo van slag dat hij onderduikt en met niemand meer contact zoekt, ook niet met Dian. De buitenwereld, inclusief Dian en Janine, denkt dat Huib daadwerkelijk vermoord is door Ludo. Dit kost Ludo zijn relatie met Janine en tevens het contact met zijn pasgeboren dochter Nina.
Maanden later weet Bowien Huib weer op te sporen en telefonisch brengt ze hem weer in contact met Dian. De twee vertrekken samen naar Parijs. Huib verdwijnt hierna voorgoed uit de serie, Dian komt jaren later zonder hem weer terug in Meerdijk.

## Che Azalaia
Karim "Che" Azalaia is een activistische en idealistische Marokkaan die opkomt voor de rechten van het dier. Che zit bij Kim Verduyn en Hedwig Harmsen in de klas. Kim wordt verliefd op Che, maar dit is in eerste instantie niet wederzijds. Kim raakt ook in de ban van Che's daden, ze bewondert zijn fanatisme in de strijd tegen onrecht.
Che is desnoods bereid om de wet te overtreden om zijn doelen te bereiken. Zo breken hij en Kim een keer samen in bij een chemische fabriek. Ze worden bijna betrapt. In deze toch al spannende situatie, zoenen de twee ook nog eens voor het eerst. Kims gevoelens worden steeds groter, Che daarentegen weet niet zo goed wat hij met de hele situatie aan moet en negeert Kim vervolgens een tijdlang compleet. Maar na een tijdje geeft Che toe dat ook hij gevoelens voor haar begint te krijgen.
De twee krijgen nu alsnog een serieuze relatie. Ze worden zelfs zo verliefd dat ze in het geheim besluiten te trouwen. Wanneer dit toch uitlekt, zijn de poppen aan het dansen. Che's ouders willen niets meer met hun zoon te maken hebben als hij niet besluit de relatie met Kim te beëindigen. Che is namelijk uitgehuwelijkt aan een Marokkaans meisje, Leila. Om de zakelijke banden tussen de twee Marokkaanse families veilig te stellen, moet Che wel met Leila trouwen.
Kim is er in eerste instantie op gebrand dit huwelijk tegen te houden en reist Che achterna naar Marokko, maar in overleg met de imam besluit ze zich terug te trekken uit de strijd en weer terug te gaan naar Nederland. Che blijft achter met zijn nieuwe bruid.

## Lucchino Oliviero
Lucchino Oliviero is een lid van de maffia. Hij is de aangenomen broer van Stefano Sanders.
Ludo Sanders en Janine Elschot krijgen te maken met de ontvoering van hun dan nog jonge dochter Nina, die mede is georganiseerd door Stefano en Lucchino. Door samenloop van omstandigheden belandt Stefano bij Ludo in huis en komen Janine en Nina in handen van de familie Oliviero. Ludo probeert uit te zoeken waar de maffia Janine en Nina gegijzeld houdt en reist daarom af naar Italië. Als Stefano later ook teruggaat naar zijn adoptiefamilie, ziet hij daar Lucchino weer.
Stefano wil uiteindelijk niets meer met zijn adoptiefamilie te maken hebben en besluit voor de familie Sanders, zijn echte familie dus, te kiezen. Stefano verbreekt hiermee ook het contact met Lucchino, wat voor laatstgenoemde schokkend nieuws is.

## Philip van Alphen
Philip van Alphen komt naar Meerdijk als stagiair bij Laura Alberts. Laura is dan nog gelukkig getrouwd met Robert Alberts, maar begint een affaire met de veel jongere Philip. Wanneer Robert via Charlie hoogte krijgt van de affaire tussen zijn vrouw en Philip, doet hij er alles aan om de affaire te verbreken. Robert gaat daarbij zo ver dat hij Philips auto saboteert. Philip krijgt hierdoor een ernstig ongeluk en als hij er later achter komt dat Robert de dader was, sleept hij hem voor de rechter. Laura, die dan inmiddels voor Philip heeft gekozen, geeft aan Robert een vals alibi; hij zou op de bewuste dag bij Mary Verstraete zijn geweest.
Philip gelooft het verhaal in eerste instantie. Hij wil echter alsnog aangifte doen tegen Robert, nadat Laura tegenover hem haar mond heeft voorbijgepraat. De relatie tussen Philip en Laura blijkt al gauw uit te draaien op een regelrechte ramp. Philip verbreekt uiteindelijk de relatie met Laura, ook al omdat zij tegenover hem heeft gezwegen over Roberts daad. Philip vindt tevens dat Laura veel meer was met Robert dan met hem.
Philip ontdekt later ook dat Roberts alibi vals was en dat Laura Robert hierbij heeft geholpen. Philip wil nu vooral wraak nemen op Laura. Hij chanteert haar een aantal keer, waarvan ze helemaal gek wordt. Wanneer Philip Laura probeert te overmeesteren, lukt dit hem niet. Hij wordt door Laura neergeslagen en raakt in een coma. Cleo de Wolf stelt voor om de bewusteloze Philip te laten stikken onder een kussen, maar dat kan Laura niet opbrengen.
Na een paar dagen komt Philip weer bij, terwijl Laura dit niet doorheeft, en weet uit Laura's huis te ontsnappen. Als Philip later bij Laura op bezoek komt en vertelt dat hij naar Jamaica vertrekt, bedenkt Laura een nieuw plan. Ze zoekt alle gegevens die er maar over Philip te vinden zijn, waaronder zijn sofinummer, op de site van de overheid waar ze heeft ingebroken op en vernietigt deze gegevens. Wanneer Philip naar het buitenland vertrekt, kan hij hierdoor nooit meer terug naar Nederland aangezien hij wettelijk niet meer bestaat.